# Młodzieżowe Indywidualne Mistrzostwa Szwecji na Żużlu 2010
Młodzieżowe Indywidualne Mistrzostwa Szwecji na Żużlu 2010 – cykl turniejów żużlowych, mających wyłonić najlepszych szwedzkich żużlowców w kategorii do 21 lat, w sezonie 2010. Tytuł wywalczył Dennis Andersson.

## Finał
- Målilla, 17 września 2010

| Msc. | Zawodnik             | Klub          | Pkt     |             |  |
| ---- | -------------------- | ------------- | ------- | ----------- |  |
| 1    | Dennis Andersson     | Gislaved      | 14 +3   | (2,3,3,3,3) |  |
| 2    | Linus Eklöf          | Hammarby      | 12 +2   | (3,2,3,1,3) |  |
| 3    | Linus Sundström      | Motala        | 11 +3+1 | (3,3,1,2,2) |  |
| 4    | Simon Gustafsson     | Kumla         | 13 +0   | (3,1,3,3,3) |  |
| 5    | Ludvig Lindgren      | Malilla       | 9 +2    | (2,0,3,3,1) |  |
| 6    | Robin Aspegren       | Nassjo SK     | 10 +1   | (3,2,2,d,3) |  |
| 7    | Kim Nilsson          | Nykoping      | 9 +w    | (2,3,2,2,0) |  |
| 8    | Anton Rosen          | Rospiggarna   | 9       | (1,3,1,2,2) |  |
| 9    | Joel Larsson         | Malilla       | 8       | (1,2,2,2,1) |  |
| 10   | Jonas Messing        | Vetlanda      | 6       | (0,2,2,1,1) |  |
| 11   | Victor Palovaara     | Karlstad      | 5       | (0,1,0,3,1) |  |
| 12   | Alexander Edberg     | Hammarby      | 5       | (1,1,1,0,2) |  |
| 13   | Andreas Westlund     | Masarna       | 3       | (0,1,1,1,0) |  |
| 14   | Jacob Thorssell      | Elit Vetlanda | 2       | (2,d,0,0,0) |  |
| 15   | rez. Andre Hertzberg | Vargarna      | 2       | (2)         |  |
| 16   | Sebastian Carlsson   | Griparna      | 1       | (1,0,0,u,–) |  |
| 17   | Oliver Berntzon      | Ornarna       | 0       | (0,0,d,0,0) |  |
|      | rez. Christian Ago   | Ornarna       | ns      |             |  |

Bieg po biegu:
1. Eklöf, Andersson, Larsson, Messing
2. Sundström, Lindgren, Rosen, Palovaara
3. Gustafsson, Thorssell, Carlsson, Berntzon
4. Aspegren, Nilsson, Edberg, Westlund
5. Andersson, Aspegren, Gustafsson, Lindgren
6. Rosen, Larsson, Westlund, Thorssell (d)
7. Sundström, Messing, Edberg, Carlsson
8. Nilsson, Eklöf, Palovaara, Berntzon
9. Andersson, Nilsson, Rosen, Carlsson
10. Lindgren, Larsson, Edberg, Berntzon (d)
11. Gustafsson, Messing, Westlund, Palovaara
12. Eklöf, Aspegren, Sundström, Thorssell
13. Andersson, Sundström, Westlund, Berntzon
14. Palovaara, Larsson, Aspegren (d), Carlsson (u)
15. Lindgren, Nilsson, Messing, Thorssell
16. Gustafsson, Rosen, Eklöf, Edberg
17. Andersson, Edberg, Palovaara, Thorssell
18. Gustafsson, Sundström, Larsson, Nilsson
19. Aspegren, Rosen, Messing, Berntzon
20. Eklöf, Hetzberg, Lindgren, Westlund
21. Półfinał (miejsca 4-7, najlepszy do finału): Sundström, Lindgren, Aspegren, Nilsson (w/u)
22. Finał (miejsca 1-3 i najlepszy z półfinału): Andersson, Eklöf, Sundström, Gustafsson